# De aanbidding der koningen (Jan van Bijlert)
De aanbidding der koningen is een schilderij door de Noord-Nederlandse schilder Jan van Bijlert in het Centraal Museum in Utrecht.

## Voorstelling
Het stelt het Driekoningen-verhaal uit de Bijbel voor. De drie wijzen uit het oosten bieden het Christuskind goud, wierook en mirre aan. De oudste van de drie koningen, Melchior, knielt voor het Christuskind en biedt hem goud aan als symbool van Christus' aardse koningschap. De overige twee koningen kijken voorovergebogen naar het kind met hun geschenken in hun handen. Caspar houdt een wierookvat vast, het symbool van de goddelijkheid van Christus, en Balthasar heeft als geschenk mirre, verwijzend naar Christus' uiteindelijke begrafenis. Het Christuskind zelf zit op de kribbe en wordt vastgehouden door zijn moeder Maria. Helemaal links is het gevolg van de koningen te zien met vooraan een zwarte bediende. Rechts kijkt Jozef van Nazareth voorovergebogen toe. In de lucht is de sterrenhemel weergegeven met bovenin de ster van Bethlehem.

## Toeschrijving en datering
Het schilderij is rechtsonder gesigneerd ‘Jvbijlert.fe:[cit]’ (J. van Bijlert heeft [dit] gemaakt).

## Herkomst
Mogelijk was het werk in het bezit van de Utrechtse schilder Ambrosius Bosschaert de Jonge (1609-1645). Op 31 januari 1831 en 27 februari 1832 werd het door Jeronimo de Vries, Albertus Brondgeest, e.a., in Amsterdam ter veiling aangeboden en op 28 juni 1837 mogelijk ook in Groningen. Later bevond het zich in een niet met naam bekende privéverzameling in Londen. Eind jaren '70 bevond het werk zich bij kunsthandel Robert Noortman Gallery in Hulsberg en Londen. In 1980 was het in het bezit van C.W. Blijenburg in Hilversum. In 1988 werd het door het Comité 150 jaar Centraal Museum aangekocht van Kunsthandel J.H. Schlichte Bergen in Amsterdam. Deze aankoop kwam tot stand met steun van de Vereniging Rembrandt.